# AER
AER is een historisch Brits merk van motorfietsen, dat ook onder de namen Aero-Special, Reynolds-Special en Reynolds-Scott produceerde.
De bedrijfsnaam was : A.E. (Albert) Reynolds, Liverpool.

## Aero-Special
Albert Reynolds was verkoopagent voor het merk Scott, maar produceerde ook onderdelen voor deze fabriek. Uiteindelijk ging hij speciale onderdelen ontwikkelen, die vanaf 1929 op bestelling aan klanten werden geleverd. Omdat deze aangepaste machines besteld waren was de verkoop gegarandeerd. Scott produceerde ze, maar ze werden onder de initialen van Reynolds als "Aero-Special" verkocht. De modificaties bestonden onder andere uit een sneller (TT Replica) motorblok, een Brampton voorvork en voetschakeling naar het voorbeeld van concurrent Velocette. Op die manier werden 497- en 598cc-Scotts verkocht.

## Reynolds Special/Reynolds-Scott
Vanaf 1932 veranderde de naam van de speciale modellen in "Reynolds Special", maar ook de naam "Reynolds-Scott" werd gevoerd. In 1933 was alleen het zwaarste model nog leverbaar. Het ging echter steeds slechter met het merk Scott. De samenwerking met Reynolds in 1929 was toen mogelijk zelfs de (tijdelijke) redding van het merk geweest. In 1934 begon Reynolds uit te zien naar een ander samenwerking en hij monteerde toen al 249cc-Villiers-inbouwmotoren.

## AER
Tijdens de Isle of Man TT toonde Reynolds een 340cc-prototype met een luchtgekoelde aluminium tweetakt-tweecilinder, een Burman-vierversnellingsbak, pompsmering en een Webbvork. De productie van dit model startte in 1938. In 1939 werd de modellenlijn uitgebreid met 249- en 350cc-Villiers-motoren. In 1940 werd de productie door het begin van de Tweede Wereldoorlog stilgelegd. Na de oorlog werd ze niet meer opgestart, hoewel Albert Reynolds in zijn motorzaak de laatst gebouwde exemplaren verkocht.